# Xhariep
Xhariep – dystrykt w Republice Południowej Afryki, w prowincji Wolne Państwo. Siedzibą administracyjną dystryktu jest Trompsburg.
Dystrykt dzieli się na gminy:
- Kopanong
- Letsemeng
- Mohokare
- Naledi (od 2011 roku)